# خوابگردها: تاریخ تغییر دیدگاه انسان دربارهٔ جهان
خوابگردها: تاریخ تغییر دیدگاه انسان دربارهٔ جهان کتابی از آرتور کستلر دربارهٔ تاریخ کیهان‌شناسی و ستاره‌شناسی در غرب است که در سال ۱۹۵۹ منتشر شد. این کتاب را منوچهر روحانی به فارسی ترجمه کرده‌است.
کوستلر معتقد است اکتشافات در علم از طریق فرآیندی شبیه راه رفتن در خواب به وجود می آیند. نه اینکه آنها به طور تصادفی به وجود می آیند، بلکه دانشمندان نه کاملاً از آنچه تحقیقات آنها را هدایت می کند آگاه هستند و نه کاملاً از پیامدهای آنچه کشف می کنند آگاه هستند. 